# Адолф фон Кастел-Рюденхаузен
Лудвиг Франц Адолф Фридрих Карл фон Кастел-Рюденхаузен (на немски: Ludwig Franz 'Adolf' Friedrich Carl Erbgraf zu Castell-Rüdenhausen; * 15 март 1805 в Рюденхаузен или в Нюрнберг; † 11 юни 1849 в Рюденхаузен) от род Кастел е наследствен граф на Кастел-Рюденхаузен.
Той е син на граф Кристиан Фридрих фон Кастел-Рюденхаузен (1772 – 1850) и втората му съпруга графиня Луиза Каролина фон Ортенбург (1782 – 1847), дъщеря на граф Карл Албрехт фон Ортенбург (1743 – 1787) и графиня Кристиана Луиза фон Залм, вилд-и Рейнграфиня в Гаугревайлер, Райнграфенщайн (1753 – 1826). Родителите му се развеждат на 29 септември 1811 г. във Вюрцбург. Баща му се жени трети път на 2 август 1812 г. в Кастел с вдовицата на брат си Албрехт Фридрих Карл фон Кастел-Кастел, принцеса София Амалия Шарлота Хенриета фон Льовенщайн-Вертхайм-Фройденберг (1771 – 1823). Майка му Луиза Каролина фон Ортенбург се омъжва втори път 1814 г. за Франц Антон Игнац фон Тауфкирхен-Ибм (1782 – 1857).
През 1806 г. графството е прекратено на 3 септември и на 25 септември отива към Курпфалц-Бавария. Графовете стават племенни господари.
Адолф фон Кастел-Рюденхаузен умира преди баща си на 44 години на 11 юни 1849 г. в Рюденхаузен.
Син му Волфганг фон Кастел-Рюденхаузен (1830 – 1913) става на 7 март 1901 г. 1. княз на Кастел-Рюденхаузен.

## Фамилия
Адолф фон Кастел-Рюденхаузен се жени на 21 септември 1827 г. в Байройт за графиня Клара фон Ранцау (* 29 май 1807; † 30 юни 1838, Кирх-Шьонбах), дъщеря на граф Август Вилхелм Франц фон Ранцау-Брайтенбург (1768 – 1849) и графиня София Юлиана Йохана фон Ботмер (1771 – 1846). Те имат децата:
- София Луиза Емилия Конрадина Фридерика Каролина Вилхелмина фон Кастел-Рюденхаузен (* 2 септември 1828, Рюденхаузен; † 17 октомври 1881, Гернсбах), омъжена на 29 септември 1864 г. във Ватхалден за фрайхер Юлиус фон Геминген-Щайнег (* 5 май 1838, Брайзах; † 29 февруари 1912, Баден-Баден)
- Волфганг Август Кристиан Фридрих Карл Ервайн фон Кастел-Рюденхаузен (* 21 април 1830, Рюденхаузен; † 13 януари 1913, Рюденхаузен), издигнат на княз на Кастел-Рюденхаузен от баварския крал на 7 март 1901 г., женен на 17 май 1859 г. в Бюдинген за принцеса Емма фон Изенбург-Бюдинген-Бюдинген (* 23 февруари 1841, Бюдинген; † 21 април 1926, Рюденхаузен)
- Куно Франц Албрехт Ернст Фридрих Кристиан фон Кастел-Рюденхаузен (* 12 февруари 1832, Рюденхаузен; † 3 април 1897, Тюбинген), женен на 16 май 1857 г. в Зутен, Курланд за графиня Емма фон Кайзерлингк (* 2 декември 1835, Кабилен; † 21 октомври 1912, Винентал, Вюртемберг)
- Карл Фридрих Макс Казимир Херман Вилхелм Август фон Кастел-Рюденхаузен (* 8 ноември 1833, Рюденхаузен; † 20 септември 1907, Меран)
- Матилда Фридерика Магдалена Вилхелмина Амалия Шарлота Доротея Ида Аделхайд София фон Кастел-Рюденхаузен (* 4 ноемвери 1835, Рюденхаузен; † 9 декември 1904, Меран)
- Кристиан Фридрих Лудвиг Франц Густав Адолф фон Кастел-Рюденхаузен (* 1 април 1837, Рюденхаузен; † 29 май 1837, Рюденхаузен)

Адолф фон Кастел-Рюденхаузен се жени втори път на 8 юни 1840 г. в Росбах за фрайин Фридерика Мария Кристиана фон Тюнген (* 18 юли 1818, Тюнген; † 24 октомври 1888, Рюденхаузен), дъщеря на фрайхер Карл Филип Фридрих фон Тюнген (1776 – 1841) и София Августа Наталия фон Тюмел (1782 – 1833). Те имат децата:
- Кристиан Карл Вилхелм Фридрих Франц Куно Мориц Лудвиг Август фон Кастел-Рюденхаузен (* 13 август 1841, Рюденхаузен; † 3 декември 1904, Виена), женен на 25 юли 1876 г. във Фьозлау за Филипина фон Хаас (* 29 август 1858, Виена; † 1924)
- Луитгарда София Каролина Матилда Августа Йохана Наталия Юлия Елиза Клотилда Силвания фон Кастел-Рюденхаузен (* 23 август 1843, Рюденхаузен; † 4 юни 1927, Бюдинген), омъжена на 17 юли 1870 г. в Рюденхаузен за княз Алфред фон Изенбург-Бюдинген (* 31 декември 1841, Бюдинген; † 3 май 1922, Бюдинген), син на принц Густав фон Изенбург и Бюдинген (1813 – 1883)
- Берта Амалазунда Жени Августа Амалия Фани Луиза фон Кастел-Рюденхаузен (* 4 юли 1845, Рюденхаузен; † 5 юли 1927, Бюдинген), омъжена на 30 септември 1869 г. в Рюденхаузен за 3. княз Бруно фон Изенбург-Бюдинген (* 14 юни 1837, Бюдинген; † 26 януари 1906, Бюдинген)
- Кристиан Фридрих Франц Карл Лудвиг Рудолф Волфганг Ервин фон Кастел-Рюденхаузен (* 15 април 1847, Рюденхаузен; † 3 юли 1891, Виена)